# 川口市立安行東中学校
川口市立安行東中学校（かわぐちしりつ あんぎょうひがしちゅうがっこう）は、埼玉県川口市大字安行にある公立中学校。制服はブレザータイプである。

## 交通
- 埼玉高速鉄道線戸塚安行駅から徒歩約10分

## 沿革
- 1985年 - 川口市立安行中学校より分離し開校。開校式挙行。竣工式挙行。校章決定。校旗・校歌制定記念式典挙行。
- 1988年 - 校庭整地工事終了。仮柔道場落成。
- 1989年 - 柔剣道場・普通教室・特別教室落成。
- 1990年 - 柔道部全国大会出場。サッカー部埼玉県新人戦優勝。
- 1993年 - 女子バレー部、水泳部関東大会出場。コンピューター室設置。
- 1994年 - テニスコート(第2グラウンド)設置。水泳部関東大会出場。開校10周年記念式典挙行。
- 1996年 - 剣道部男子埼玉県総体第2位、関東大会出場。
- 1997年 - 陸上部全国大会出場。
- 1998年 - さわやか相談室改修。完了
- 2000年 - 水泳部男子リレー関東大会第2位。水泳部男子総合・個人埼玉県新人戦優勝。柔道部男子個人埼玉県新人戦第2位。
- 2001年 - サッカー部埼玉県総体準優勝。水泳部男子400Mリレー全国大会第3位。文化祭の名称を「沙羅樹祭」と変更して初めての開催。
- 2002年 - 陸上部女子100Mハードル関東大会優勝。水泳部男子個人全国大会第2位。水泳部女子全国大会出場。吹奏楽コンクール埼玉県銀賞。サッカー部埼玉県新人戦準優勝。
- 2003年 - 水泳部女子リレー全国大会出場。
- 2004年 - サッカー部埼玉県総体準優勝、関東大会、全国大会出場。開校20周年記念式典挙行。

## 主な卒業生
- 関口幸三 - 柔道選手